# The Tannahill Weavers
The Tannahill Weavers est un célèbre groupe écossais de musique folk. Les musiciens sont Roy Gullane (guitare et chant), Phil Smillie (flûte, bodhran et chant) tous deux fondateurs du groupe, Leslie Wilson bouzouki et chant, John Martin (violon et chant) et Colin Melville cornemuse. Le groupe a vu le jour en 1976 lors d'un concert d'improvisation à Paisley en Écosse et fut baptisé d'après le nom du poète écossais Robert Tannahill. Ils ont participé à plusieurs festivals au Canada et y connurent un grand succès.

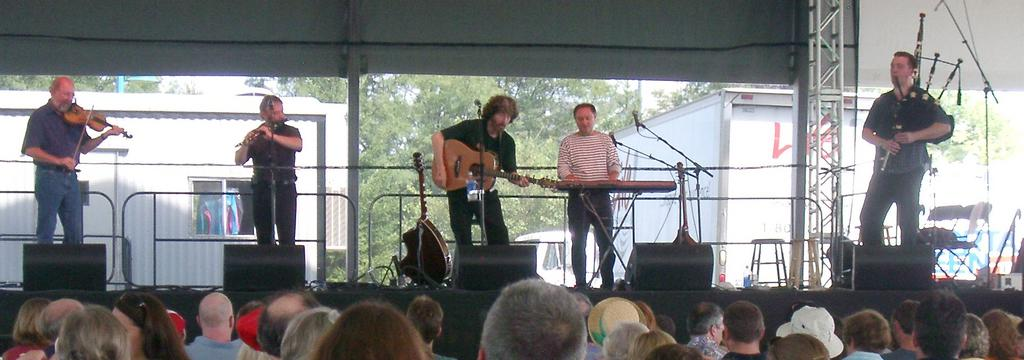
Les Tannahill Weavers

## Discographie
- Live and in Session, 2006
- Arnish Light - Green Linnet Records 1226 (2003)
- Alchemy - Green Linnet Records 1210 (2000)
- Epona - Green Linnet Records 1193 (1998)
- The Tannahill Weavers Collection : Choice Cuts 1987 – 1996 - Green Linnet Records 1182 (1997)
- Leaving St. Kilda - Green Linnet Records 1176 (1996)
- Capernaum - Green Linnet Records 1146 (1994)
- The Mermaid's Song - Green Linnet Records 1121 (1992)
- Cullen Bay - Green Linnet Records 1108 (1990)
- Best of the Tannahill Weavers 1979 – 1989 - Green Linnet Records 1100 (1989)
- Dancing Feet - Green Linnet Records 1081 (1987)
- Land of Light - Green Linnet Records 1067 (1985)
- Passage - Green Linnet Records 3031 (1983)
- Tannahill Weavers IV - Hedera Records 104 (1981)
- The Tannahill Weavers (Scotstar Award Winner) - Hedera Records 103 (1979)
- The Old Woman's - Dance Hedera Records 102 (1978)
- Are Ye Sleeping Maggie? - Hedera Records 101 (1976)